# Secretaría de la Función Pública

SFP

Das Secretaría de la Función Pública (SFP) ist das politische „Sekretariat (der Regierung) für den Staatsdienst“ in Mexiko. Dienstsitz ist Mexiko-Stadt. Als Sekretariat der Regierung ist es vergleichbar mit einem Ministerium auf oberster Regierungsebene eines Staates.
1983 wurde das „Sekretariat der Generalkontrolle der Föderation“ (Secretaría de la Contraloría General de la Federación) gegründet. 1994 erfolgte die Umgliederung und Umbenennung zum „Sekretariat für Kontrolle und administrative Verwaltung“ (Secretaría de Contraloría y Desarrollo Administrativo), bevor es 2003 die heutige Bezeichnung erhielt.
Das SSP ist gegliedert in die drei Untersekretariate (Subsecretaría) „Staatsdienst“ (Función Pública) und „Kontrolle und Prüfung des Staatsdienstes“ (Control y Auditoría de la Función Pública) sowie für Bürgerarbeit und Normativität das Subsecretaría de Atención Ciudadana y Normatividad.

## Bisherige Sekretäre
Das Amt eines „Secretario“ / einer „Secretaria“ der Regierung in Mexiko ist vergleichbar mit dem eines Ministers einer Staatsregierung.
| Amtsinhaber                                                        | Amtszeit                                                           | Präsident                                                          | Zeitraum                                                           |
| Secretario / Secretaria de la Contraloría General de la Federación | Secretario / Secretaria de la Contraloría General de la Federación | Secretario / Secretaria de la Contraloría General de la Federación | Secretario / Secretaria de la Contraloría General de la Federación |
| ------------------------------------------------------------------ | ------------------------------------------------------------------ | ------------------------------------------------------------------ | ------------------------------------------------------------------ |
| Francisco Rojas Gutiérrez                                          | 1983–1987                                                          | Miguel de la Madrid                                                | 1982–1988                                                          |
| Ignacio Pichardo Pagaza                                            | 1987–1988                                                          | Miguel de la Madrid                                                | 1982–1988                                                          |
| María Elena Vázquez Nava                                           | 1988–1994                                                          | Carlos Salinas de Gortari                                          | 1988–1994                                                          |
| Secretario / Secretaria de Contraloría y Desarrollo Administrativo |                                                                    |                                                                    |                                                                    |
| Norma Samaniego                                                    | 1994–1995                                                          | Ernesto Zedillo                                                    | 1994–2000                                                          |
| Arsenio Farell Cubillas                                            | 1995–2000                                                          | Ernesto Zedillo                                                    | 1994–2000                                                          |
| Francisco Barrio Terrazas                                          | 2000–2003                                                          | Vicente Fox                                                        | 2000–2006                                                          |
| Secretario / Secretaria de la Función Pública                      |                                                                    | Vicente Fox                                                        | 2000–2006                                                          |
| Eduardo Romero Ramos                                               | 2003–2006                                                          | Vicente Fox                                                        | 2000–2006                                                          |
| Germán Martínez Cázares                                            | 2006–2007                                                          | Felipe Calderón Hinojosa                                           | 2006–2012                                                          |
| Salvador Vega Casillas                                             | 2007–                                                              | Felipe Calderón Hinojosa                                           | 2006–2012                                                          |